# Жан Франко
Жан Франко (Каракас, Венесуела, 5 грудня 1979) — фотомодель та гей-порноактор.

## Біографія
Він був нагороджений GayVN Award як найкращий іноземний актор в Голівуді, це підтверджено два рази поспіль: у 2007 році «Школа закоханих», в 2008 році «The Men I Wanted» обидві картини виробництва директора Лукаса Казані. У 2009 GayVNs, він знову був номінований в категорії «Найкраща групова сцена» за його роботу у фільмі «Skin Deep» режисера Крістен Бьорн.